# Caganer

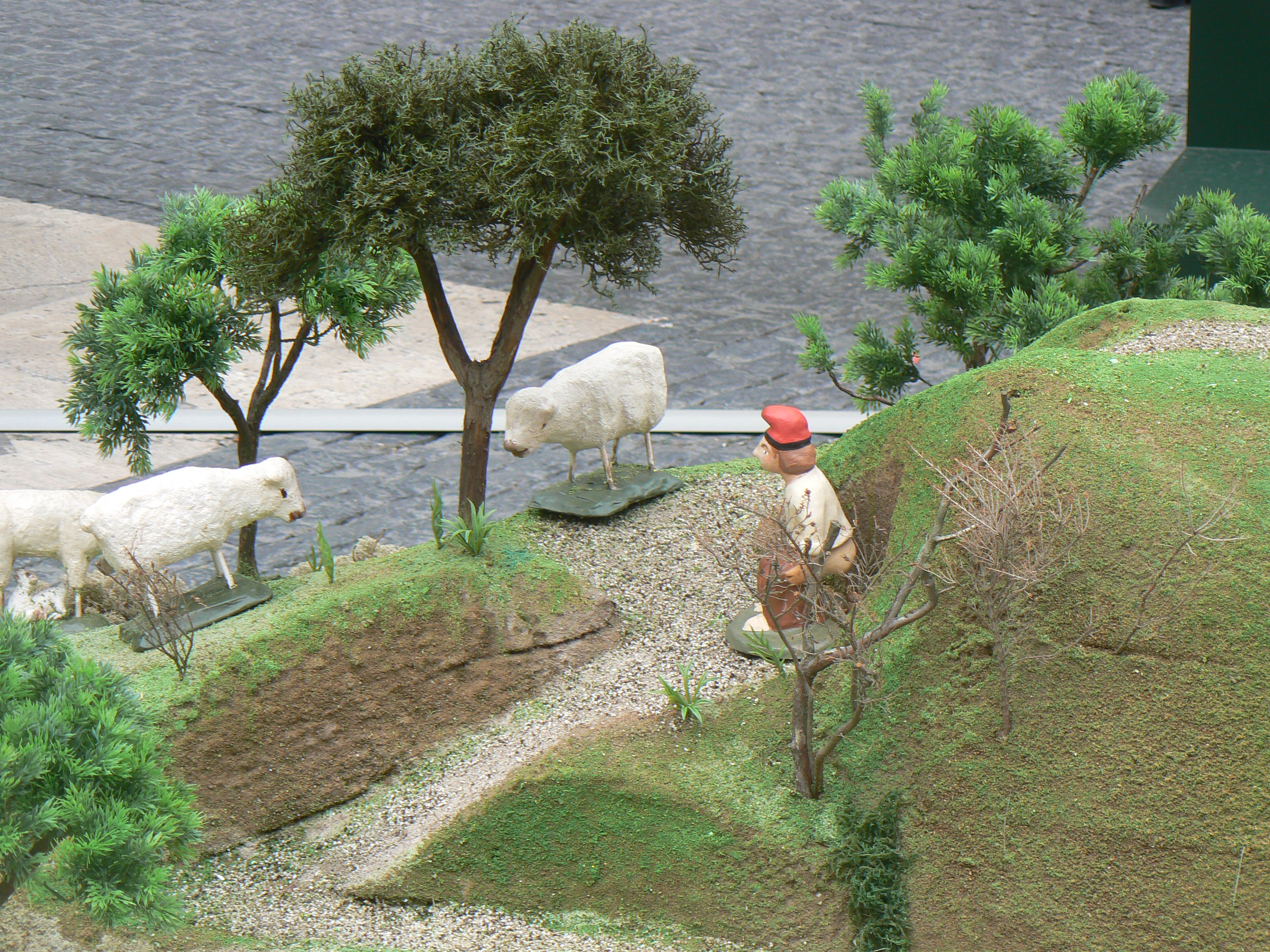
Caganer in einer Weihnachtskrippe

Ein Caganer ([[kəɣəˈne] ⓘ], katalanisch für Scheißer) ist eine eigenwillige Krippenfigur aus dem katalanischen Kulturraum. Sie stellt eine Person mit heruntergelassenen Hosen dar, die oft in einer Ecke oder hinter einem Busch versteckt ihre Notdurft verrichtet.
Der Caganer nicht die einzige Weihnachtsfigur, die sich in Katalonien „entleeren“ muss: in den letzten Jahren entwickelte sich ein urinierendes Pendant, der Pixaner (katalanisch für Pinkler).
Der Ursprung dieser Tradition wird im 17. Jahrhundert vermutet. Ursprünglich ist der Caganer eine Figur in typischer Kleidung katalanischer Bauern mit Schärpe und roter Mütze (Barretina). Heute stellt die Figur häufiger auch populäre Persönlichkeiten wie Politiker oder Sportler dar.
Üblicherweise wird der Caganer unauffällig und abseits des Stalls mit der Heiligen Familie positioniert. Der Grund, eine Figur, die offensichtlich ihren Darm entleert, in eine „heilige“ Szenerie aufzunehmen, ist nicht bekannt. Es wird allerdings vermutet, dass das Männchen mit den heruntergelassenen Hosen ein Sinnbild für den Kreislauf der Natur, für Fruchtbarkeit und Glück darstellt. Durch die "Düngung" des Bodens wird er als Vermittler für eine gute Ernte im kommenden Jahr erwarten. Außerdem sieht man im Caganer ein Symbol für einen gesunden und ausgeglichenen Körper. Vor einem guten Essen ist daher folgender etwas derber Spruch im vertrauten Umfeld durchaus üblich: „menja bé, caga fort i no tinguis por a la mort!“ (‚Iss gut, scheiße kräftig und fürchte dich nicht vor dem Tod!‘).
Selbst die spanische Katholische Kirche akzeptiert die Anwesenheit des Caganer bei der Geburt Jesu als Glücksbringer.
Im Dezember 2017 vermeldete die Zeitung La Vanguardia, dass der entmachtete Ministerpräsident Carles Puigdemont die beliebteste Darstellung aller Caganer sei.
Eine weitere Tradition ist der „Caga tió“, ein alter Baumstamm, auf den die Kinder an Heiligabend rhythmisch klopfen. Die Schläge und die Lieder der Kinder belohnt der „Tió“ damit, indem er Süßigkeiten und Geschenke „von sich gibt“ (im Katalanischen wird das wesentlich derbere „cagar – scheißen“ benutzt).

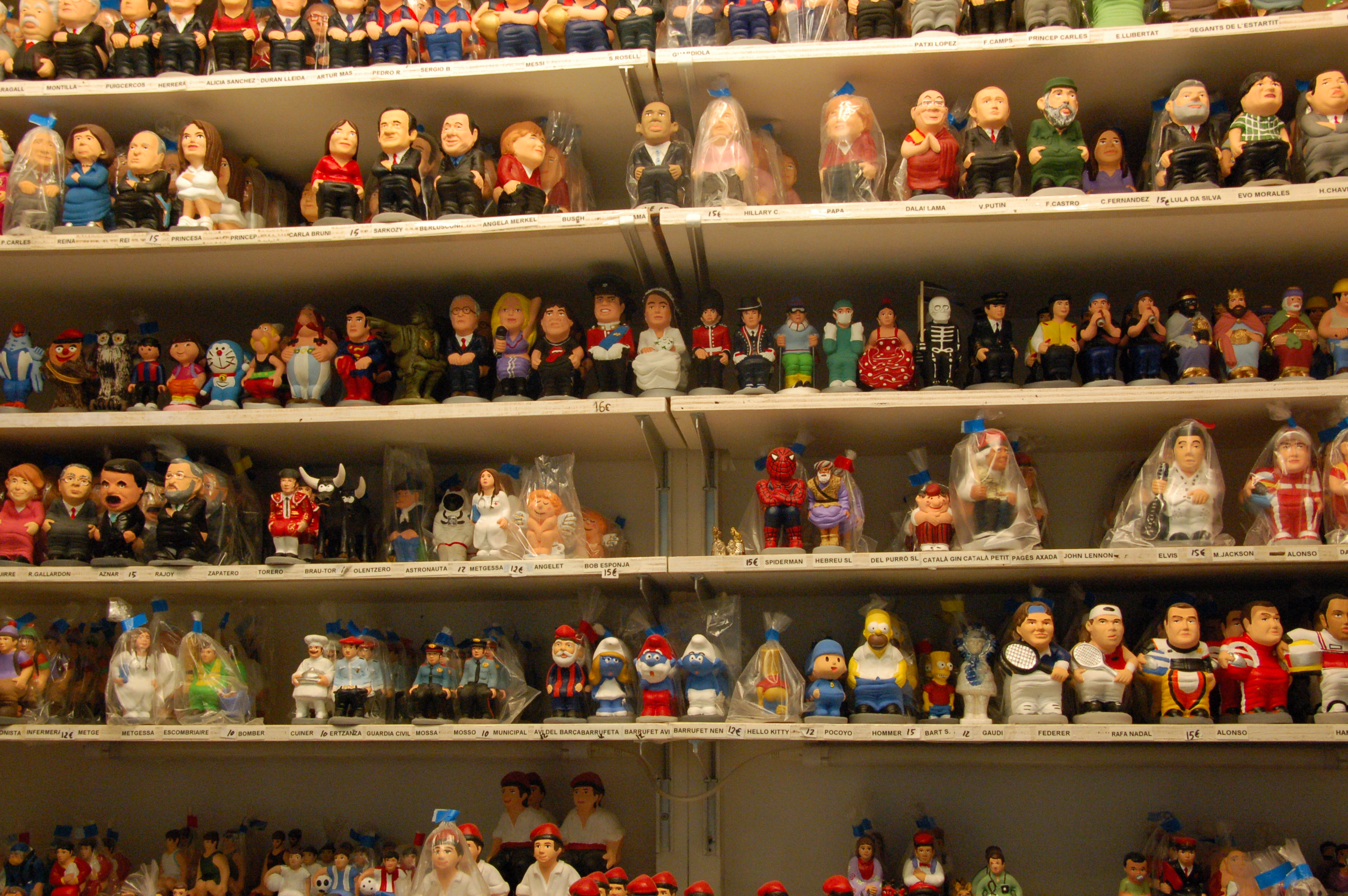
Caganer in einer Verkaufsauslage
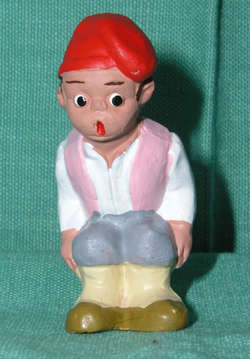
und in eindeutiger Position